# Macrosiphum fagopyri
Macrosiphum fagopyri är en insektsart som beskrevs av Ghosh, A.K. och D.N. Raychaudhuri 1972. Macrosiphum fagopyri ingår i släktet Macrosiphum och familjen långrörsbladlöss. Inga underarter finns listade i Catalogue of Life.